# 33027 Brouillac
33027 Brouillac è un asteroide della fascia principale. Scoperto nel 1997, presenta un'orbita caratterizzata da un semiasse maggiore pari a 2,3044832 UA e da un'eccentricità di 0,2289897, inclinata di 6,16374° rispetto all'eclittica.